# Lijst van spelers van IFK Mariehamn
Deze lijst omvat voetballers die bij de Finse voetbalclub IFK Mariehamn spelen of gespeeld hebben. De namen van de spelers zijn alfabetisch gerangschikt.

## A
- Fernando de Abreu
- Alanzo Adlam
- Rezgar Amani
- Emil Andersson
- André Martins
- Sasha Anttilainen
- Fredrik Appel
- Paulus Arajuuri
- Keith Armstrong
- Diego Assis

## B
- Samuel Barlay
- Arash Bayat
- Luca Bellisomo
- August Bergman
- Ludwig Bergström
- Travis Binnion
- Andreas Björk
- Peter Blomberg
- Scott Boden
- Olivier Boumelaha
- Kris Bright
- Patrick Byskata
- Robin Buwalda

## C
- David Carlsson
- Johan Carlsson
- Yussif Chibsah
- Dan Chilom

## D
- Mate Dujilo

## E
- Jordan Eagers
- Amos Ekhalie
- Jonas Emet
- Peter Enckelman
- Simon Enqvist
- Anders Eriksson
- Robin Eriksson

## F
- Samuel Fagerholm
- Petteri Forsell
- Oscar Forsström
- Craig Foster
- Andreas Friman
- Giuseppe Funicello

## G
- Ermin Gadžo
- Arsim Gashi
- Mikael Granskog
- Tamás Gruborovics
- Medoune Gueye
- Mats Gustafsson
- Kenneth Gustavsson

## H
- Clive Hachilensa
- André Hansell
- Hendrik Helmke
- Nedim Hiroš
- Peter Holm
- Boussad Houche
- Tomas Hradecky

## I
- Josef Ibrahim
- Niko Ikävalko
- Wilhelm Ingves
- Petter Isaksson

## J
- Saihou Jagne
- Daniel Johansson
- Petteri Jokihaara

## K
- Davorin Kablar
- Aleksei Kangaskolkka
- Vasiliy Karataev
- André Karring
- Rick Ketting
- Kristian Kojola
- Antti Kuismala
- Niko Kukka

## L
- Pekka Lagerblom
- Gustav Långbacka
- Toni Lehtinen
- Erik Lundberg
- Peter Lundberg
- Tommy Lundberg
- Jani Lyyski

## M
- John Muldoon

## N
- Lamar Neagle
- Mika Niskala
- Samuel Nordberg
- Johannes Nordström
- Daniel Norrmén
- Simon Nurme

## O
- Willis Ochieng
- Echiabhi Okodugha
- Allan Olesen
- Marcus Olofsson
- Dever Orgill
- Robin Östlind
- Anders Överström

## P
- Markus Paatelainen
- Mikko Paatelainen
- Alexandros Pappas
- Akseli Pelvas
- Gabriel Petrović
- Dmytro Provenych
- Darren Purse

## R
- Lembit Rajala
- Konsta Rasimus
- Moses Reed
- Bernardo Ribeiro
- Patrik Rikama
- Tyler Rosenlund

## S
- Matti Salkojärvi
- Erik Sandvärn
- Ante Šimunac
- Sami Sinkkonen
- Peter Sjölund
- Luis Solignac
- Brian Span
- Saša Stevic
- Sebastian Strandvall
- Jimmy Sundman
- Johan Sundman

## T
- Roger Thompson
- Charlie Trafford
- Mason Trafford

## U
- Akombo Ukeyima

## V
- Justus Vajanne
- Jarkko Värttö
- Otso Virtanen
- Dmytro Voloshyn

## W
- Alexander Weckström
- Kristoffer Weckström
- Josh Wicks
- Mattias Wiklöf
- Tommy Wirtanen

## Y
- Saku Ylätupa